# 木浦大桥
木浦大桥（韓語：목포대교），位于韩国全罗南道木浦市，是一座跨越荣山江的双塔斜拉桥，大桥总长4,129米，连接木浦北港和新外港，于2011年8月22日合龙，2012年6月29日正式开通。